# Streptosolen jamesonii
Streptosolen L. es un género monotípico (especie Streptosolen jamesonii) de plantas con flores perteneciente a la subfamilia Cestroideae, incluida en la familia de las solanáceas. Su única especie: Streptosolen jamesonii, es natural de Colombia, Ecuador, Perú y Venezuela.

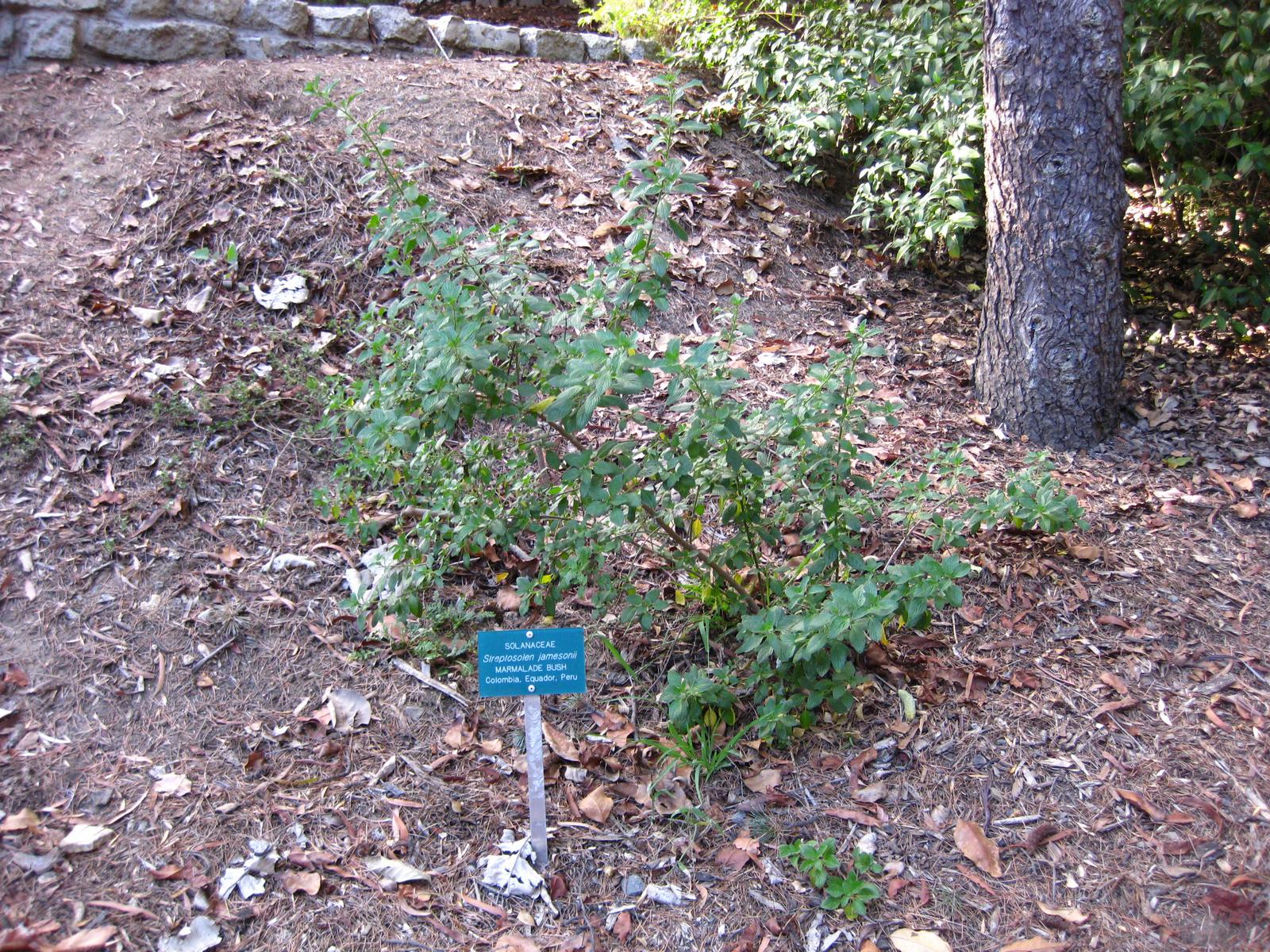
Vista de la planta

## Descripción
Es un arbusto perenne que produce las flores agrupadas y que cambian gradualmente de color de amarillo a rojo, teniendo la apariencia de la mermelada de naranja. Los tallos son espléndidos llegando a alcanzar los 1-2 metros de altura. Las hojas son ovaladas o elípticas de color verde oscuro. Las flores son tubulares de 3-4 cm de longitud con pétalos lobulados.
Esta planta ha ganado el premio Award of Garden Merit de la Royal Horticultural Society.

## Taxonomía
Streptosolen jamesonii fue descrita por (Benth.) Miers y publicado en Annals and Magazine of Natural History, ser. 2 5: 209. 1850.
Sinonimia
- Browallia jamesonii Benth.	[3]